# Alberto Vaccari
Padre Alberto Vaccari SJ, (Bastida de' Dossi, 4 de março de 1875; Roma, 6 de dezembro de 1965 foi um famoso exegeta jesuíta italiano que foi vice-reitor e conferencista do Pontifício Instituto Bíblico (PIB), fundador da Associação Bíblica Italiana, consultor dos papas Bento XV, Pio XI, Pio XII e João XXIII, da Pontifícia Comissão Bíblica, da Comissão Preparatória para o Concílio Vaticano II, perito do Concílio Vaticano II e membro da Santa Inquisição. Ele foi o autor da aclamada Bíblia do Pontifício Instituto Bíblico de Roma.

## Vida
Padre Vaccari nasceu em Bastida de' Dossi (Pavia) em 4 de março de 1875, o sexto dos onze filhos de Giovanni Vaccari, que foi prefeito de Bastida de' Dossi por 44 anos, e de Serafina Meardi, e irmão mais velho do o historiador do direito Pietro Vaccari.
Frequentou escolas primárias em Voghera e de 1885 a 1892 esteve no seminário diocesano de Tortona, onde recebeu uma formação humanística modelada, como ele mesmo afirmava, "na famosa Ratio Studiorum jesuíta".
Em 1891 teve como companheiro em seu dormitório o futuro padre São Luis Orione, que foi para ele um precioso guia no caminho do amadurecimento vocacional, tanto que Vaccari lhe dedicou um artigo em La Civiltà Cattolica, definindo-o como "apóstolo da caridade" (Un apostolo..., 1940).
Em 20 de junho de 1892 entrou para a Companhia de Jesus em Chieri, perto de Turim, para os estudos, onde permaneceu por três anos. Em 1896, ele ensinou línguas clássicas em uma escola particular no Principado de Mônaco, cargo que deixou no ano seguinte para sair como soldado do Corpo de Saúde. Ele voltou para Chieri em 1899; depois de se dedicar ao estudo da filosofia e de um curto período de ensino novamente no Principado de Mônaco, em 1902 começou a frequentar o curso de Sagrada Escritura ministrado pelo padre jesuíta Luciano Méchineau, que foi o primeiro a encorajá-lo a fazer um Tradução italiana da Bíblia a partir dos textos originais.
Ordenado sacerdote em 30 de julho de 1905 também em Chieri, Vaccari fez seu último ano de noviciado em Sartirana Lomellina, em Brianza, sob a direção espiritual de seu superior Riccardo Friedl. A partir de 1907, ele se voltou inteiramente para os estudos bíblicos e orientais, primeiro na Universidade São José de Beirute, também fazendo viagens educacionais à Palestina, Egito e Síria, entre 1907 a 1909, e depois no recente Pontifício Instituto Bíblico, fundado em Roma pelo Papa São Pio X onde frequentou por um semestre um curso de Assiriologia em 1911. Nesse ínterim, após os dois anos em Beirute, foi professor de Sagrada Escritura em Chieri (1909-1911).
A partir de 1912 ensinou exegese do Antigo Testamento, História do texto e das antigas versões bíblicas e História da exegese no Pontifício Instituto Bíblico, e em novembro de 1924 tornou-se seu vice-reitor. Foi, portanto, "o consultor privilegiado do futuro Cardeal Bea, quando reitor da Bíblia, para resolver as questões mais espinhosas (inclusive as correntes modernistas) sobre a correta interpretação da Bíblia, sob o controle vigilante do Santo Ofício da época".
Padre Vaccari tinha uma excelente preparação linguística: sabia perfeitamente hebraico, aramaico e grego, bem como obviamente falava o latim, a língua da Igreja ministrada nos cursos, e havia estudado árabe o suficiente para ser capaz de escrever uma gramática elementar, do árabe escrito e árabe falado na Tripolitânia. 
A Revista Bíblica deve-lhe a sua criação, assim como a sua iniciativa de organizar as Semanas Bíblicas para a formação permanente dos professores da Sagrada Escritura (a partir de 1930), que imediatamente contou com o apoio do Papa Pio XI. Vaccari também foi um dos fundadores da Associação Bíblica Italiana (1948) e ocupou o cargo de presidente entre 1954 e 1958. Portanto, "ele não foi apenas um estudioso e professor, mas foi o animador do ambiente das ciências bíblicas na Itália".
Desde 1938 ele era um membro ordinário da Academia da Arcádia; em 1958, a Universidade Católica de Louvain concedeu-lhe um diploma honorário em teologia sagrada.
A sua experiência científica foi colocada também ao serviço da Cúria Romana: em 1924 foi nomeado qualificador do Santo Ofício e a partir de 1929 foi consultor da Pontifícia Comissão Bíblica. Em 12 de julho de 1960, o Papa João XXIII o nomeou membro da comissão teológica central preparatória do Concílio Vaticano II e, dois anos depois, perito conciliar. Padre Vaccari deu uma contribuição na fase preparatória, cujos esquemas em assuntos bíblicos estavam ligados à tradição ortodoxa dos papas 'Pios', mas ele não chegou a participar das obras conciliares devido ao agravamento de seu estado de saúde.
Sua influência no ambiente exegético italiano foi substancial, como evidenciado por muitas publicações: Giuseppe De Luca coletou 450 contribuições de Vaccari sob o título Escritos de erudição e filologia, em dois volumes (Roma 1952-1958; ver também Nober, 1962). Vaccari dedicou-se em primeiro lugar ao estudo das versões latinas pré-helênicas e das obras e da figura de São Jerônimo, de quem se tornou o maior especialista de todos os tempos.
Seu legado continua atual graças, sobretudo, a estudos como: Un commento a Giobbe di Giuliano di Eclana (Roma 1915); Codex Melphictensis rescriptus. Ezechielis fragmenta graeca (Roma 1918); Institutiones biblicae scholis accommodatae, em colaboração com A. Fernández Truyols et al. (Roma 1925, 1951); I Salmi tradotti dall’ebraico con la Volgata di fronte (Torino 1936, 1945); Il Diatessaron in volgare italiano. Testi inediti dei secoli XIII-XIV, em colaboração com V. Todesco - M. Vattasso. 
A obra que mais o tornou famoso, porém, foi a Tradução para o italiano da Bíblia a partir dos textos originais, iniciada em 1923 com o Pentateuco. A iniciativa de tradução de Vaccari foi desencadeada por um pedido de Pio X ao Pontifício Instituto Bíblico, mas só foi concluída no final da década de 1950, com a ajuda de outros colaboradores. A obra foi publicada em nove volumes (mais um índice) em Florença, na editora Salani, entre 1943 e 1958, com o título La Sacra Bibbia tradotta dai testi originali con note a cura del Pontificio Istituto Biblico di Roma. Vaccari não foi apenas o diretor e editor-chefe, mas também editou pessoalmente as versões de Gênesis, Levítico, alguns livros históricos, livros poéticos, profetas maiores, nove profetas menores, Evangelho de Lucas, Carta aos Hebreus, Cartas Católicas e Apocalipse. Com sua escrupulosa atenção filológica aos textos originais e antigas traduções da Bíblia, inaugurou um novo estilo e método de estudo, que o Padre Giovanni Rinaldi (1966) define com uma feliz expressão "humanismo eclesiástico-exegético". A Bíblia, depois de completa foi traduzida para os principais idiomas falados no mundo; no Brasil ficou conhecida como Bíblia do Pontifício Instituto Bíblico de Roma.
Depois de uma intensa atividade no campo da exegese bíblica, compromisso ao qual dedicou toda a sua vida, Vaccari faleceu em Roma na manhã de 6 de dezembro de 1965, aos noventa anos, na véspera da conclusão do Vaticano II, em que a constituição dogmática sobre a revelação divina encerrou um período de suspeita e condenação e trouxe a Escritura de volta ao centro da vida litúrgica, da concepção do ministério e da doutrina moral. Ao anunciar sua morte, o Papa Paulo VI enviou pessoalmente o seguinte telegrama: "Com pensamento grato e comovente, atraímos uma figura religiosa exemplar e erudito bíblico que por muitos anos emprestou fielmente sua preciosa obra à Santa Sé". Vaccari descansa em Roma no cemitério de Campo Verano.

## Obras
Padre Vaccari foi autor de mais de 100 obras ao longo de sua vida. Para uma lista completa de suas obras queira consultar o site http://www.padrealbertovaccari.it/palberto/docs/05_Padre_Alberto_Vaccari-Bibliografia.pdf
- Un apostolo della carità: D. Luigi Orione, in La Civiltà cattolica, XCI (1940), 3, pp. 90-104;
- Lo studio della Sacra Scrittura. Lettera della Pontificia Commissione Biblica con introduzione e commento, Roma 1943;
- Scritti di erudizione e di filologia, I-II, a cura di G. De Luca, Roma 1952-1958.